# NGC 404
NGC 404 là một thiên hà trường nằm trong chòm sao Tiên Nữ, cách Trái Đất khoảng 10 triệu năm ánh sáng. William Herschel là người đầu tiên phát hiện ra thiên hà này vào năm 1784, và chúng ta có thể quan sát được nó bằng kính thiên văn cỡ nhỏ. NGC 404 nằm ngay bên ngoài Nhóm Địa phương và dường như không bị ràng buộc hấp dẫn với nhóm này. Do chỉ nằm cách ngôi sao cấp hai Mirach trong phạm vi 7 phút cung, rất khó để quan sát hoặc chụp ảnh thiên hà này và vì vậy nó có biệt danh là "Bóng ma của Mirach".

## Đặc trưng vật lý
NGC 404 là một thiên hà lùn dạng thấu kính rất biệt lập, có độ sáng nhỉnh hơn một chút và kích thước bé hơn Đám Mây Magellan Nhỏ. Không giống như nhiều thiên hà sơ khai khác, NGC 404 rất giàu hydro trung tính, tập trung phần lớn ở cặp vành đai lớn xung quanh nó. Thiên hà này cũng tồn tại sự hình thành sao ở cả trung tâm và các vùng ngoài cùng, mặc dù ở mức độ thấp.
Đĩa khí bên ngoài và sự hình thành sao của NGC 404 được cho là do một hoặc một số vụ sáp nhập với các thiên hà nhỏ hơn khoảng 1 tỷ năm trước kích hoạt. Các nhà thiên văn học đề xuất rằng NGC 404 có thể từng là một thiên hà xoắn ốc trước khi biến đổi thành một thiên hà thấu kính do sự kiện hợp nhất đó.

## Phát xạ LINER
NGC 404 chứa một vùng vạch phát xạ hạt nhân ion hóa thấp (LINER), một loại vùng đặc trưng bởi sự phát xạ vạch quang phổ từ các nguyên tử bị ion hóa yếu. Ngoài ra, thiên hà này còn chứa một cụm sao hạt nhân và – có thể – một lỗ đen siêu lớn với khối lượng gấp vài chục nghìn lần khối lượng Mặt Trời.

## Các phép đo khoảng cách
Ít nhất hai kỹ thuật đã được sử dụng để đo khoảng cách tới NGC 404. Phương pháp đo dao động độ sáng bề mặt hồng ngoại ước tính khoảng cách đến các thiên hà xoắn ốc dựa trên độ hạt bề ngoài chỗ phình ra của chúng. Khoảng cách đo được tới NGC 404 bằng kỹ thuật này vào năm 2003 là 9,9 ± 0,5 Mly (3,03 ± 0,15 Mpc).
Tuy vậy, NGC 404 đủ gần để các sao siêu khổng lồ đỏ có thể được chụp lại dưới dạng các tinh cầu riêng lẻ. Ánh sáng từ những ngôi sao này và kiến thức về cách chúng so sánh với các ngôi sao gần đó trong Ngân Hà cho phép đo trực tiếp khoảng cách tới thiên hà. Phương pháp này được gọi là đỉnh của nhánh sao khổng lồ đỏ (TRGB), cho ra khoảng cách ước tính tới NGC 404 là 10,0 ± 1,2 Mly (3,1 ± 0,4 Mpc). Tính trung bình lại, hai phép đo này cho ra khoảng cách ước tính là 10,0 ± 0,7 Mly (3,07 ± 0,21 Mpc).[a]

## Vệ tinh tiềm năng
Năm 2018, một vệ tinh tiềm năng của NGC 404, với định danh là Donatiello I, đã được phát hiện. Donatiello I là một thiên hà lùn hình cầu với rất ít sự hình thành sao. Khó khăn trong việc thiết lập khoảng cách chính xác tới thiên hà này khiến trạng thái vệ tinh của nó vẫn chưa được xác nhận.

## Thư viện ảnh

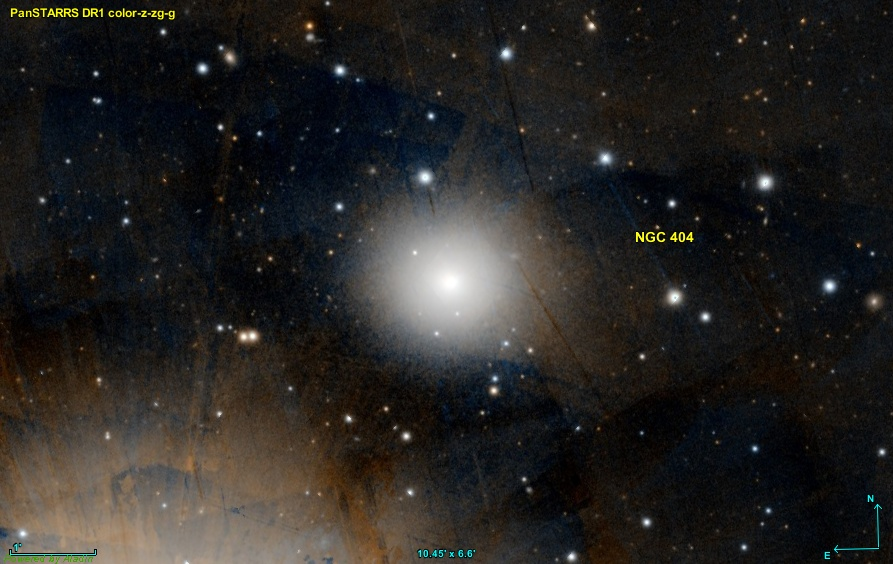
Ảnh chụp Pan-STARRS của NGC 404